# Дејан Тодоровић
Дејан Тодоровић (Мркоњић Град, 29. мај 1994) српски је кошаркаш. Игра на позицији крила. Тренутно наступа за Гранаду.

## Каријера
Тодоровић је кошарку почео да тренира као десетогодишњак у родном Мркоњић Граду. Године 2009. преселио се у Нови Сад и уписао школу кошарке Спорт ки, коју држи Јанко Луковски. Године 2011. отиснуо се пут Шпаније и прикључио јуниорима Малаге.
Сениорску каријеру започео је у јесен 2011. године у дресу Ахаркуије, тадашњег Б тима Малаге. За ову екипу наступао је три сезоне и одиграо укупно 72 утакмице. Током сезоне 2013/14. забележио је и по неколико наступа за први тим Малаге у АЦБ лиги и у Евролиги, али уз више него симболичну минутажу. Сезону 2014/15. провео је на позајмици у екипи Билбаа. У септембру 2015. продужио је уговор са Малагом за још две године, али је одмах потом поново прослеђен на позајмицу Билбау.
У јулу 2016. раскинуо је сарадњу са Малагом и потписао трогодишњи уговор са Билбаом. Након две сезоне напушта Билбао и у августу 2018. прелази у Мурсију. У септембру 2018, на припремној утакмици између његове Мурсије и Хувентуда, Тодоровић је доживео тешку повреду због које је паузирао скоро целу сезону. Вратио се тек у финишу сезоне и одиграо две утакмице за Мурсију. За сезону 2019/20. је потписао уговор са Андором. У јулу 2020. је потписао за Канаријас. Почетком септембра 2020, на пријатељској утакмици између Канаријаса и Естудијантеса, Тодоровић се повредио након чега је пропустио комплетну 2020/21. сезону. Након 15 месеци паузе, Тодоровић је заиграо за Канаријас у децембру 2021. Са клубом је освојио ФИБА Лигу шампиона у сезони 2021/22. У августу 2022. је потписао за Гранаду.
За сениорску репрезентацију Србије дебитовао је у квалификацијама за Светско првенство 2019. године.

## Успеси

### Клупски
- 1939 Канаријас:
  - ФИБА Лига шампиона (1): 2021/22.